# Alışanlı
Alışanlı è un comune dell'Azerbaigian situato nel distretto di Masallı. Conta una popolazione di 875 abitanti.